# Antiguos sistemas ferroviarios de Venezuela

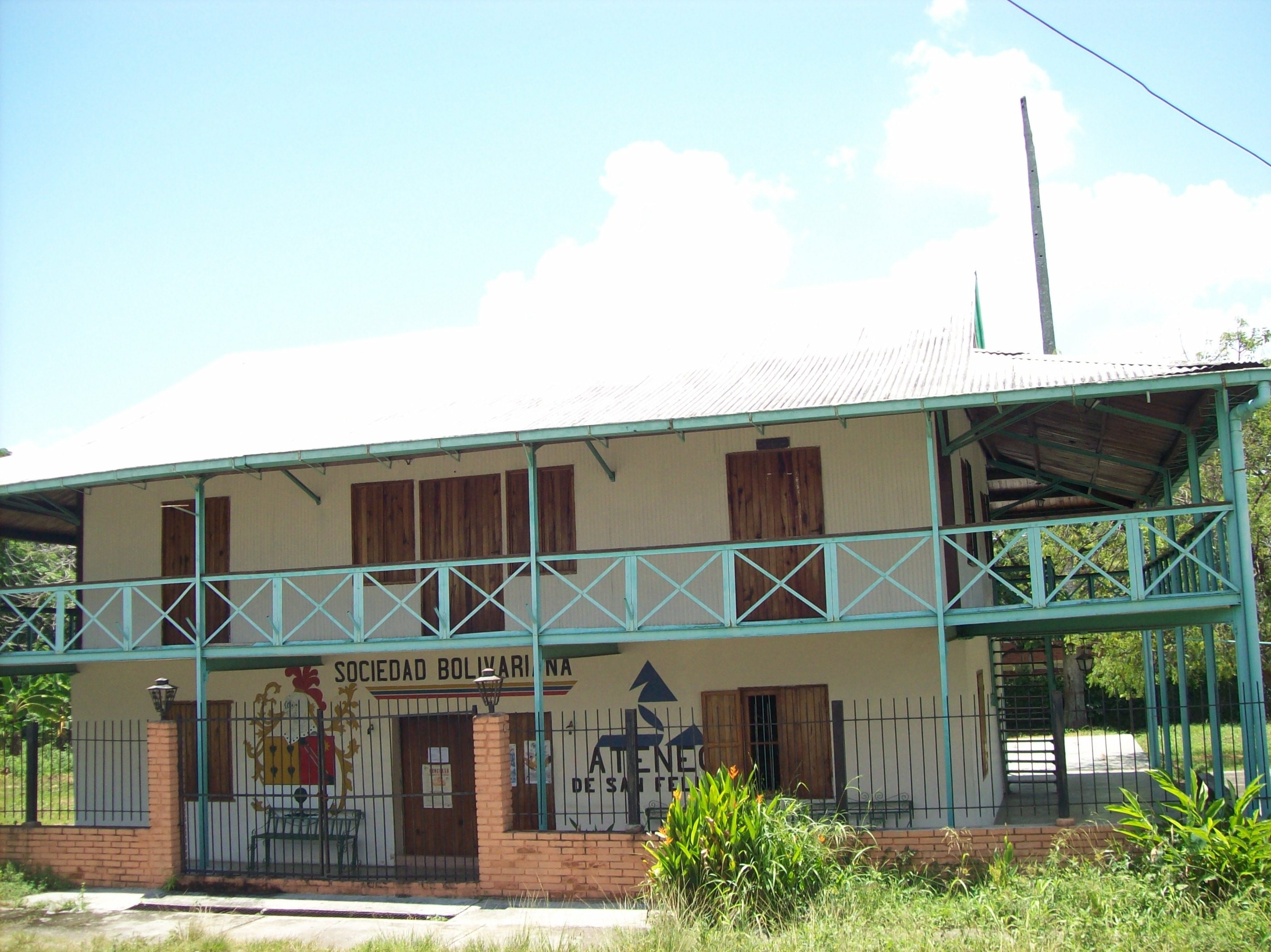
Antigua estación del Ferrocarril Bolívar, sede actual de la Sociedad Bolivariana de Yaracuy. San Felipe, Edo. Yaracuy, Venezuela

Los sistemas ferroviarios en Venezuela han aparecido y desaparecido en múltiples ocasiones a lo largo de la historia acorde a las necesidades o a la bonanza que se tuviese en el momento. Uno de los primeros planteados fue una vía ferroviaria presentada por comerciantes de Londres en 1834, la cual uniría Caracas con el Litoral por medio de una máquina que sería arrastrada por caballos; siendo ello rechazado por el gobierno de entonces.
Más tarde, bajo la presidencia del General José Gregorio Monagas en 1854, el Congreso de la República decretó la construcción de un ferrocarril que iría desde el Puerto de La Guaira hasta Caracas y continuaría por los Valles de Aragua hasta llegar a Puerto Cabello. Posteriormente, en razón de necesidades mineras y comerciales, en 1873 se concede a la compañía inglesa “Bolívar Railway Company”  la construcción del Ferrocarril Bolívar que transitaría entre el Puerto de Tucacas y las minas de Aroa para la explotación de las minas de cobre y la transportación del mineral, así como también el transporte del café, cacao y otros productos agrícolas de la región. Este ferrocarril, el primero del país, fue inaugurado el 7 de febrero de 1877.
A partir de ese momento se empieza a tomar más seriamente los planes de una red de ferrocarriles que pudiesen beneficiar a toda la población.

## Ferrocarril Inglés
El llamado ferrocarril inglés surgió por iniciativa del presidente Antonio Guzmán Blanco, quien suscribió en 1881 con el ingeniero inglés Robert Francis Fairlie la construcción de un tramo ferroviario de 37 km que uniera a la ciudad de Caracas con el Puerto de La Guaira antes del centenario del nacimiento del Libertador.
Por medio de la contratación de cerca de dos mil trabajadores para su realización, fue inaugurado finalmente el 25 de julio de 1883.
De acuerdo a las reseñas históricas, el ferrocarril a vapor que partió desde La Guaira, en su viaje inaugural llevó a bordo a personajes importantes del ámbito político, social, artístico e intelectual de la época.
Con el pasar de los años fue creciendo su red ferroviaria, teniendo activas en su mejor época a los siguientes tramos:
- Caracas (Estación Santa Inés) - La Guaira
- Valencia (Estación Camoruco)-Puerto Cabello[3]

Finalmente en 1957 fue cerrado el sistema, por el enfoque hacia la construcción de autopistas y carreteras para el creciente parque automotor en el país.

## Sistema Ferroviario de Caracas y La Guaira

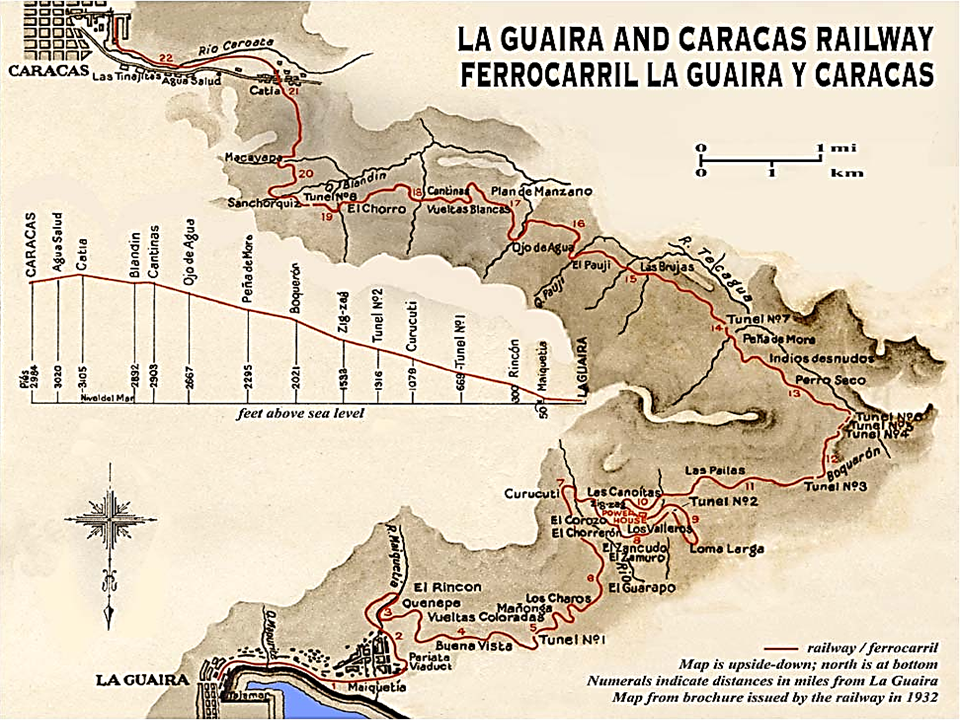
Mapa de la trayectoria que seguía el Sistema Ferroviario de Caracas y La Guaira

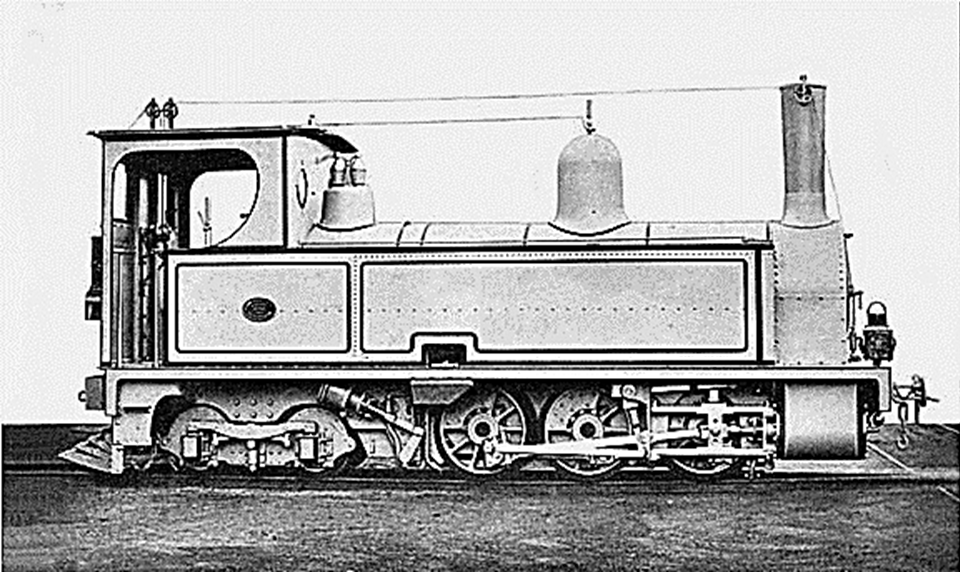
Esta imagen muestra una de las primeras locomotoras originales, numeradas 1-8, que la firma inglesa Nasmyth, Wilson fabricó para el Sistema Ferroviario de Caracas y La Guaira entre 1882 y 1884.

La capital de Venezuela, Caracas, está situada a solo siete millas (11 km) del mar Caribe pero se encuentra a una altitud de 3.000 pies (914 metros). Los levantamientos de planos y cotas para una línea de ferrocarril desde el puerto de La Guaira comenzaron en 1867 y los ingenieros británicos y estadounidenses se disputaron durante 14 años la ruta y su financiamiento. Finalmente, un grupo inglés obtuvo el contrato en 1881, registró el nombre Ferrocarril La Guaira y Caracas en Londres, comenzando la construcción de la línea de 23 millas (37 km) que no usó cables, ni cremallera ni piñón. Hicieron un pedido de seis locomotoras a la empresa inglesa Nasmyth, Wilson & Co. de Mánchester, Inglaterra, más una serie de carros de carga y de pasajeros. La línea comenzó a llevar pasajeros en julio de 1883. La primera fotografía muestra una de las locomotoras originales, numeradas 1-8, que la firma inglesa Nasmyth, Wilson fabricó para el Ferrocarril de Caracas y La Guaira entre 1882 y 1884. En 1888 el Ferrocarril de Caracas y La Guaira adquirió cuatro locomotoras de la compañía Beyer Peacock de Mánchester, Inglaterra, las cuales fueron numeradas 9-12. Luego el ferrocarril adquirió seis locomotoras más a la firma Nasmyth, Wilson para un total de 18.
La estación de pasajeros en La Guaira estaba cercana al puerto. Muchos de los pasajeros llegaban a La Guaira por vapor y eran transferidos al tren para Caracas. El último carro en este tren, era reservado para los huéspedes del Hotel Klindt, en Caracas. La anchura de los rieles era de 36 pulgadas.
En la actualidad, una parte del terreno donde se ubicaban los raíles de este sistema ferroviario sirve como asentamiento de la línea 1 del Metro de Caracas (específicamente entre las estaciones de Caño Amarillo Agua Salud y Gato Negro).

## Gran Ferrocarril de Venezuela
El Gran Ferrocarril de Venezuela o Ferrocarril Alemán fue el mayor sistema ferroviario construido en el país hasta la actualidad cubriendo la ruta Caracas - Valencia. Su construcción inició, al igual que el Ferrocarril Inglés, por concesión del presidente Antonio Guzmán Blanco otorgada a Friedrich Alfred Krupp en 1887, y 1966.  siendo ésta traspasada el año siguiente a la compañía anónima “Grosse Venezuela Eisnbahn Gesellschafts” cuyos únicos capitalistas eran el Disconto-Gesellschafts de Berlín y el Norddeusche Bank de Hamburgo. Luego de 6 años de trabajo fue finalmente inaugurado el 1 de febrero de 1894 durante el segundo mandato presidencial de Joaquín Crespo.

## Gran ferrocarril de La Ceiba
Fue planificado, construido y administrado por los empresarios e inversionistas corsos Benito Roncayolo y sus hijos Juan y Andrés Roncayolo,
El contrato para la ejecución de la obra desde “La Ceiba” hasta “Sabana de Mendoza”, fue firmado en Caracas el 17 de marzo de 1885 entre el ingeniero Jesús Muñoz Tebar, Ministro de Obras Públicas y el empresario Benito Roncajolo. Este tramo quedó terminado el 31 de diciembre de 1886 y el tráfico quedó abierto el 20 de enero de 1887. La estación de Sabana de Mendoza fue bautizada con el nombre de “Guzmás Blanco”.
El contrato para la ejecución del segundo tramo, desde Sabana de Mendoza, hasta Valera (llegó a Motatán), fue firmado en París, Francia, el 30 de junio de 1888, entre el General Antonio Guzmán Blanco y el señor Benito Roncayolo.
El día 3 de agosto de 1895, Andrés Roncayolo, notifica la culminación de los trabajos de ese segundo y último tramo, que llegó hasta Motatán. La estación fue bautizada con el nombre de “Rocanyolo”.
El Gran Ferrocarril de la Ceiba, culminó sus actividades en el año de 1945.

## Otras líneas ferroviarias
- Ferrocarril Central de Venezuela (1888) - Caracas a Los Valles del Tuy
- Tramo Aroa-Barquisimeto (1891)
- Gran Ferrocarril del Táchira (1895)
- Gran Ferrocarril de La Ceiba (1895)
- Tramo Santa Bárbara a El Vigía (1895).

## SigloXX
En 1949, el Instituto de Ferrocarriles del Estado (IFE) informó  sobre el estado deplorable en que se encontraban los ferrocarriles propiedad de la Nación, agregando que la vía férrea se encontraba en condiciones de desgaste de tal magnitud que continuar permitiendo su funcionamiento sin ningún tipo de inversión para su reparación podría ocasionar futuros descarrilamientos.
En 1950 nace el primer Plan Ferroviario Nacional, el cual confirma la intención del Estado en crear una red ferroviaria adecuada a los nuevos tiempos mediante la adopción de trenes y vías férreas modernas. Este plan llevó a la inauguración del  Tramo Puerto Cabello–Barquisimeto en 1959, el cual contaba con 173 Kilómetros y se estableció como el primer eslabón del Plan Ferroviario Nacional a ser desarrollado.

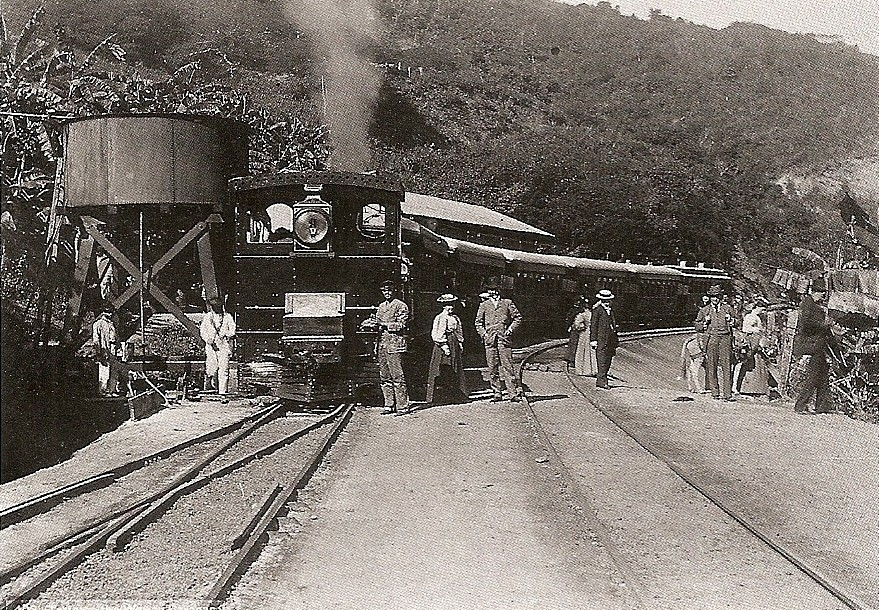
Ferrocarril Caracas La Guaira en 1916

El tramo Guanta - Naricual, de 32 km, inaugurado en 1960, se ha ido deteriorando debido a la falta de mantenimiento. Actualmente dicha línea no está operativa y como consecuencia de su inactividad, la vía férrea y los terrenos han sido invadidos, siendo hasta ahora imposible impedir su ocupación.
Entre 1975 se estudió nuevamente el replanteamiento del ferrocarril con respecto al desarrollo de Venezuela en el XIII Congreso Panamericano de Ferrocarriles, realizado en Caracas.
En 1976 fue ideado por el IFE un Plan Ferrocarrilero Nacional que iniciaba en Maracaibo y llegaba a Barquisimeto-Puerto Cabello-Valencia-Cua-Caracas, siguiendo desde Cua hasta Barcelona y Ciudad Bolívar-Ciudad Guayana. El Plan fue aprobado por el entonces Presidente Luis Herrera Campíns, pero en los años ochenta el Plan del IFE fue bloqueado por razones económicas después de la devaluación del Bolívar en 1983 y luego fue definitivamente anulado con el Caracazo de 1989. Solamente el tramo Caracas-Cua fue mantenido como proyecto presupuestado (y fue realizado, quedando inaugurado en el 2006 por el presidente Chávez).
Durante las siguientes décadas se realizaron diversos proyectos de pequeña alcance, pero los constantes atrasos y la falta de concreción para un verdadero plan nacional de trenes modernos dejaron al país estancado en la materia hasta 1999, con la llegada de un nuevo sistema ferroviario nacional proyectado a finalizarse posiblemente en 2030.

## Galería de fotos

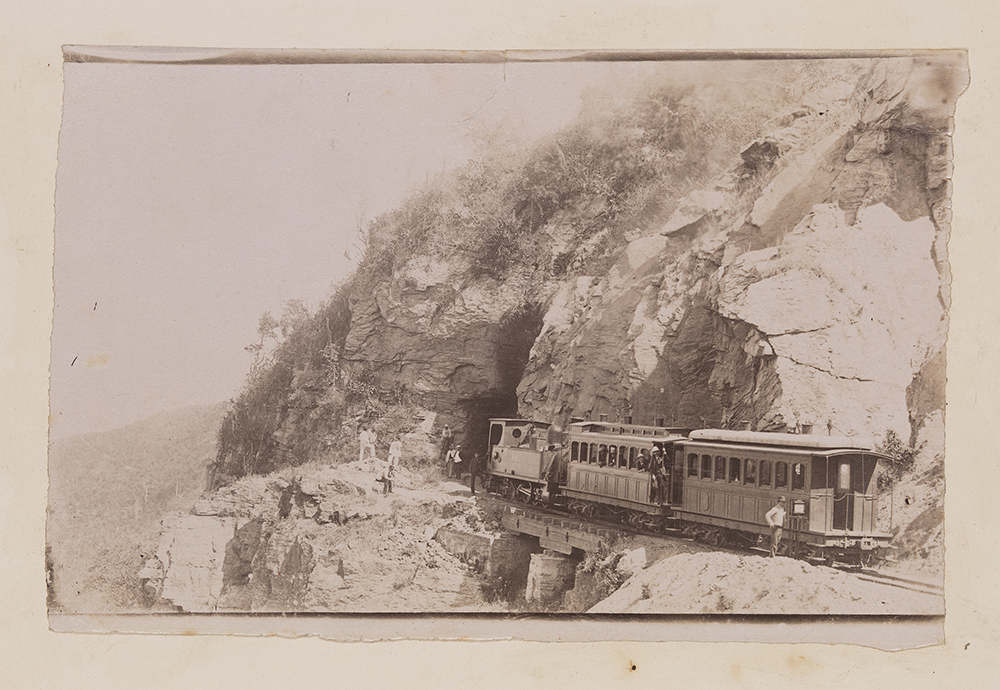
Túnel Boquerón, Ferrocarril Caracas-La Guaira
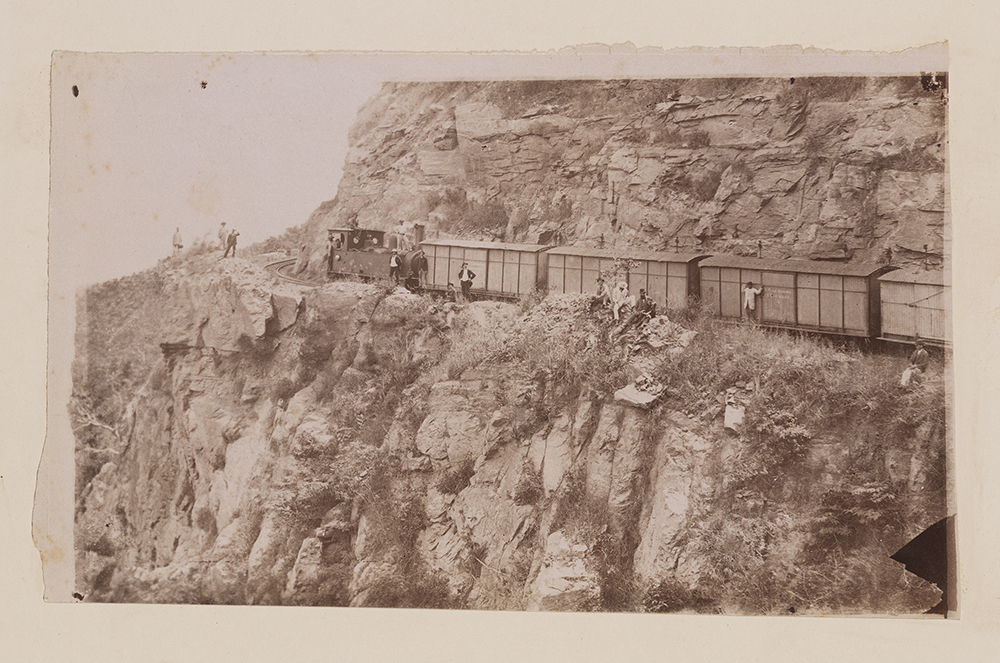
Foto del Ferrocarril Caracas-La Guaira
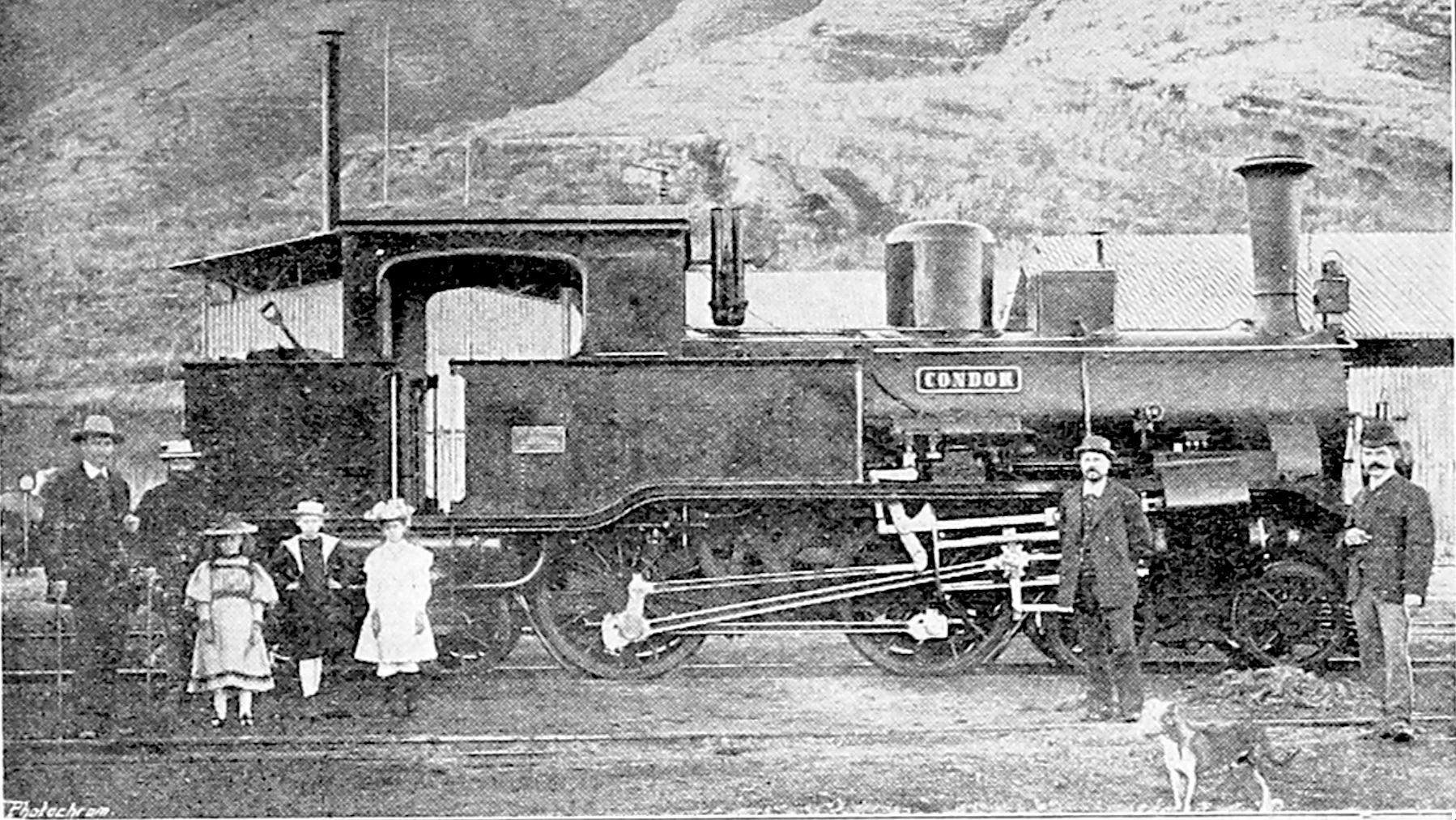
Locomotiva del "Gran Ferrocarril de Venezuela" en 1901
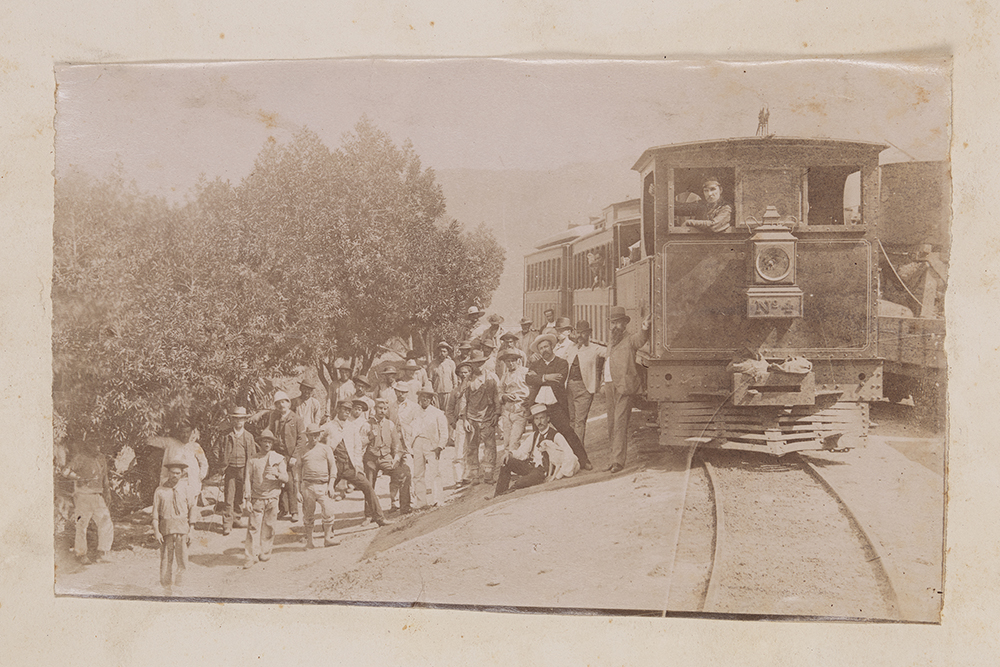
Trabajadores del Ferrocarril Caracas-La Guaira
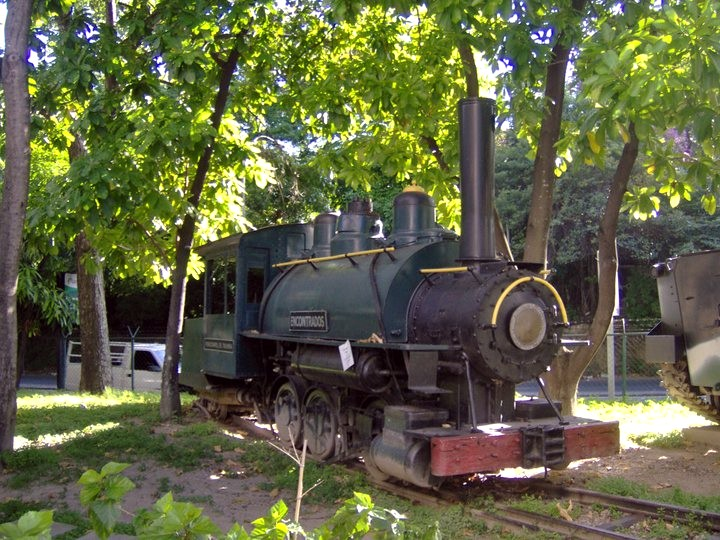
Locomotiva del siglo XX  en el "Museo del Transporte", Caracas
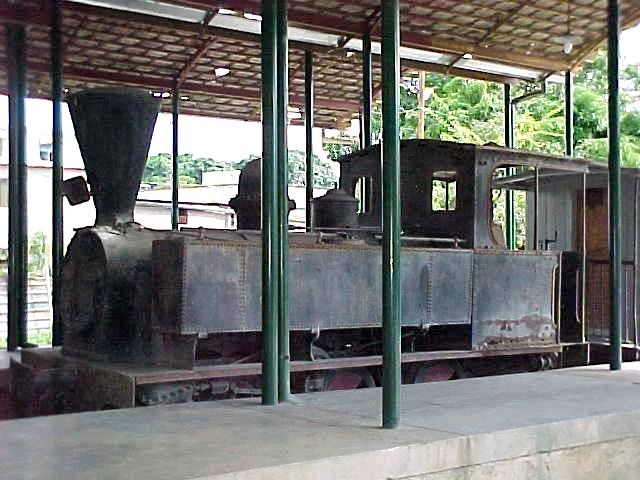
Locomotiva del siglo XIX en el "Museo del Transporte" de Caracas
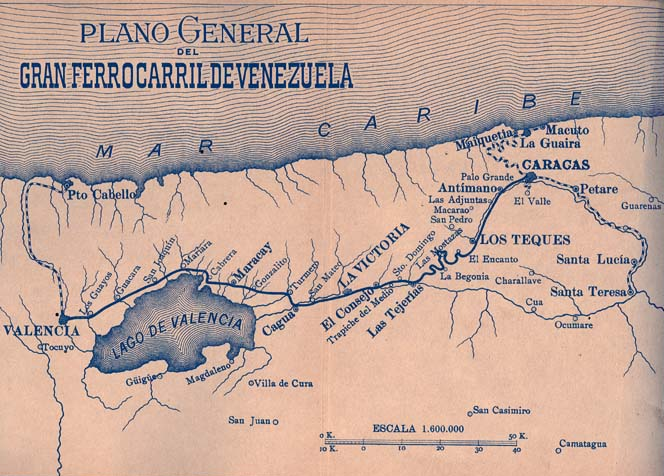
Mapa del "Gran Ferrocarril" y porciones del "Ferrocarril Inglés"
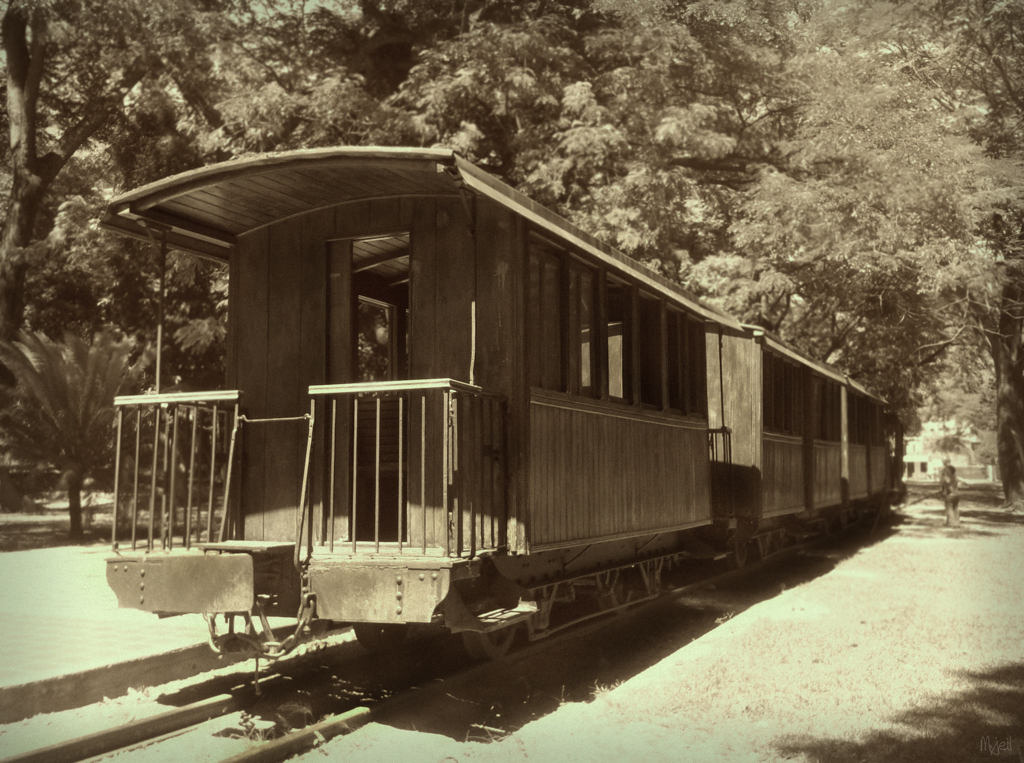
Tren en Aragua
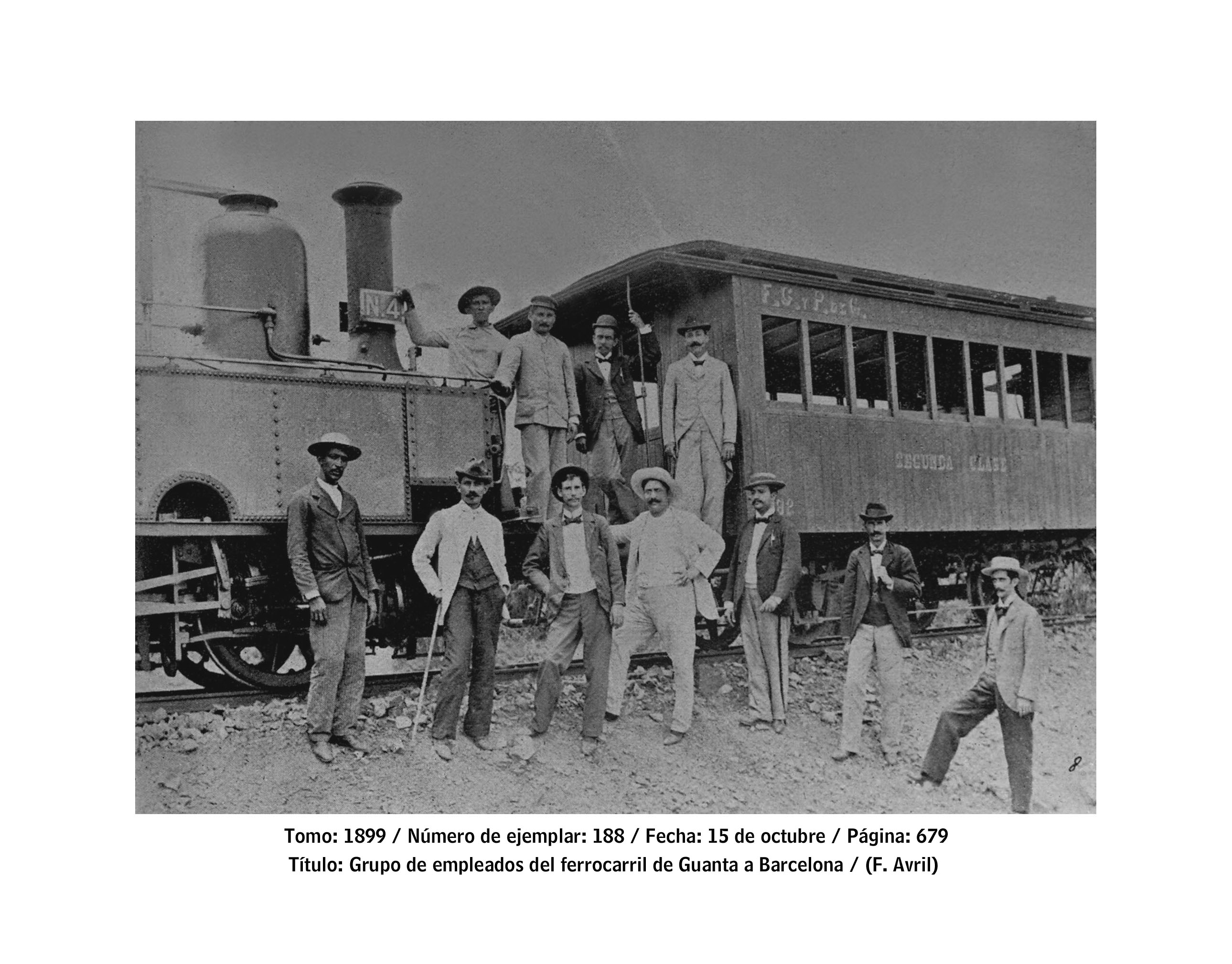
Ferrocarril Guanta-Barcelona, Anzoategui
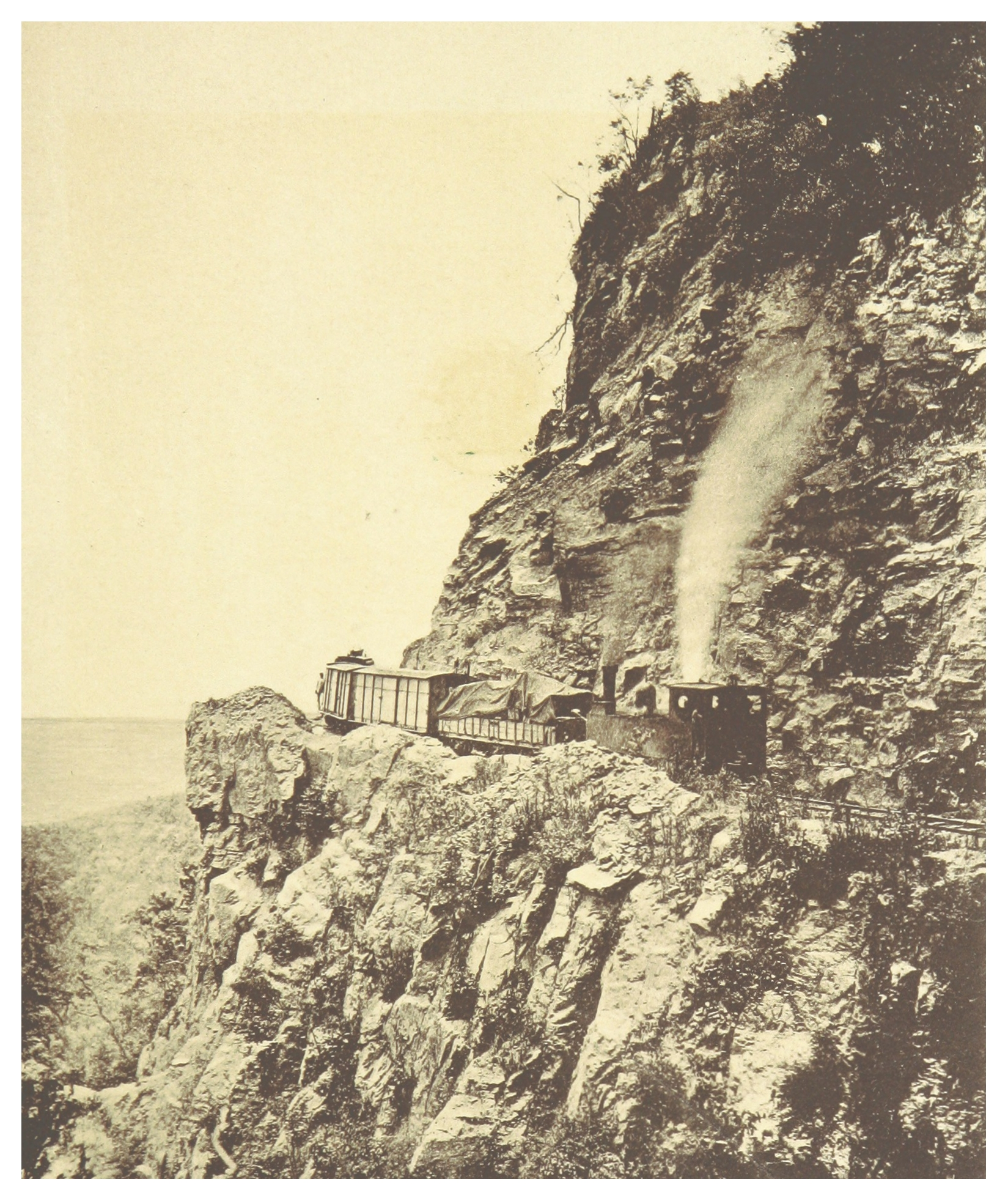
Ferrocarril Caracas-La Guaira
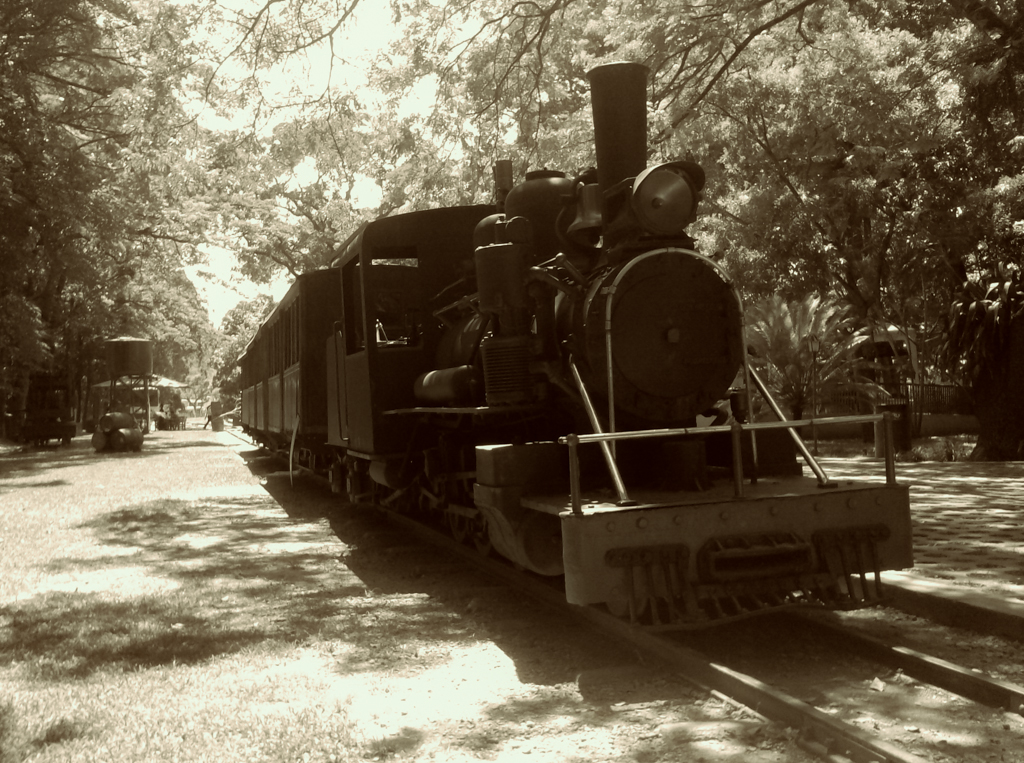
Locomotiva en La  Victoria, Aragua
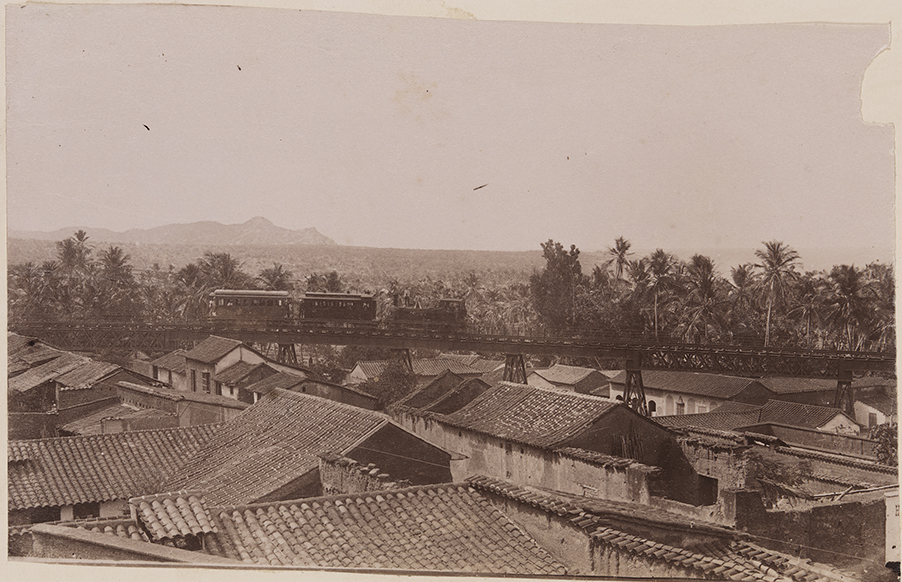
Ferrocarril en Maiquetia
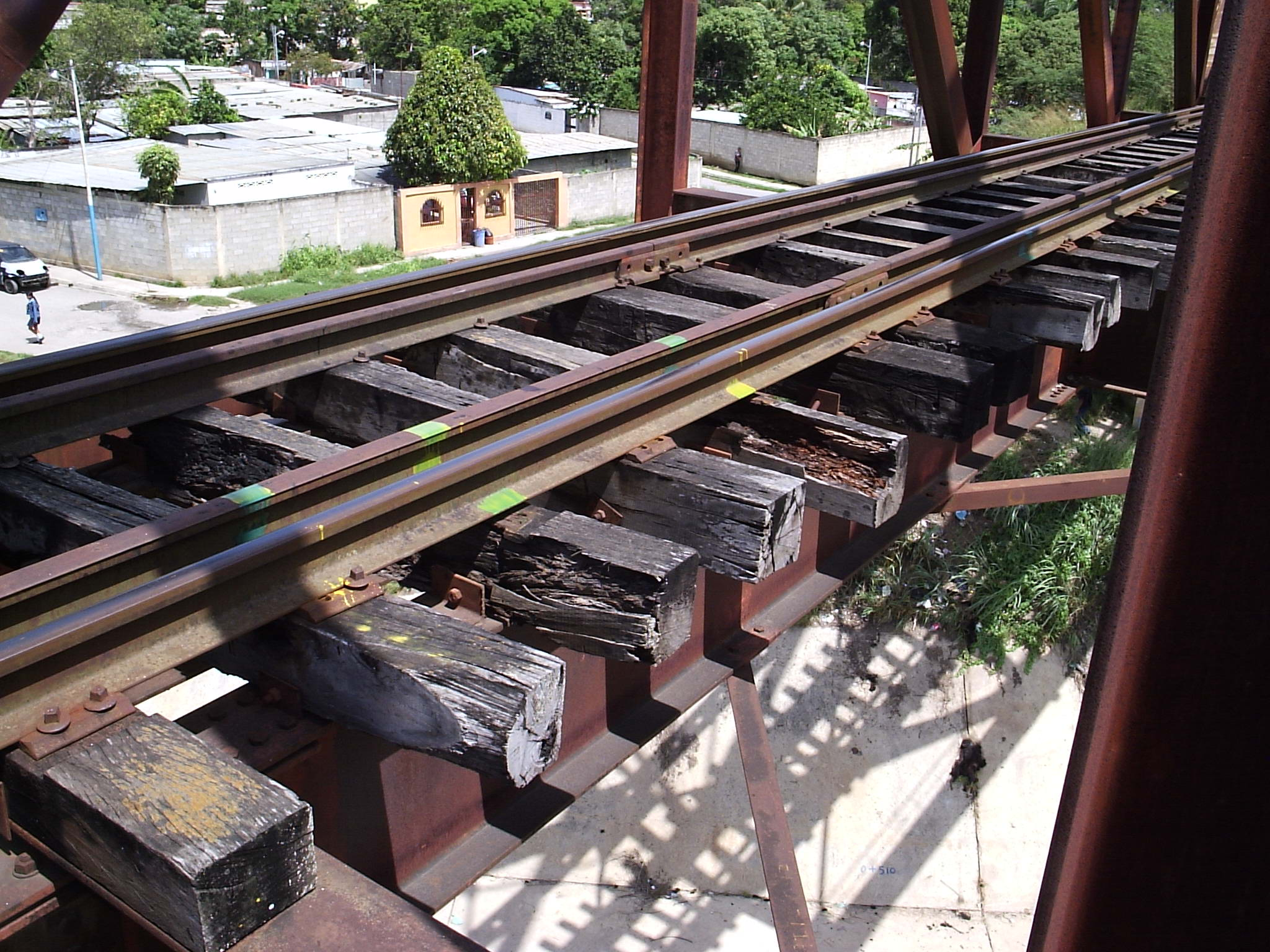
Puente La Ruezga cerca de Barquisimeto, Lara
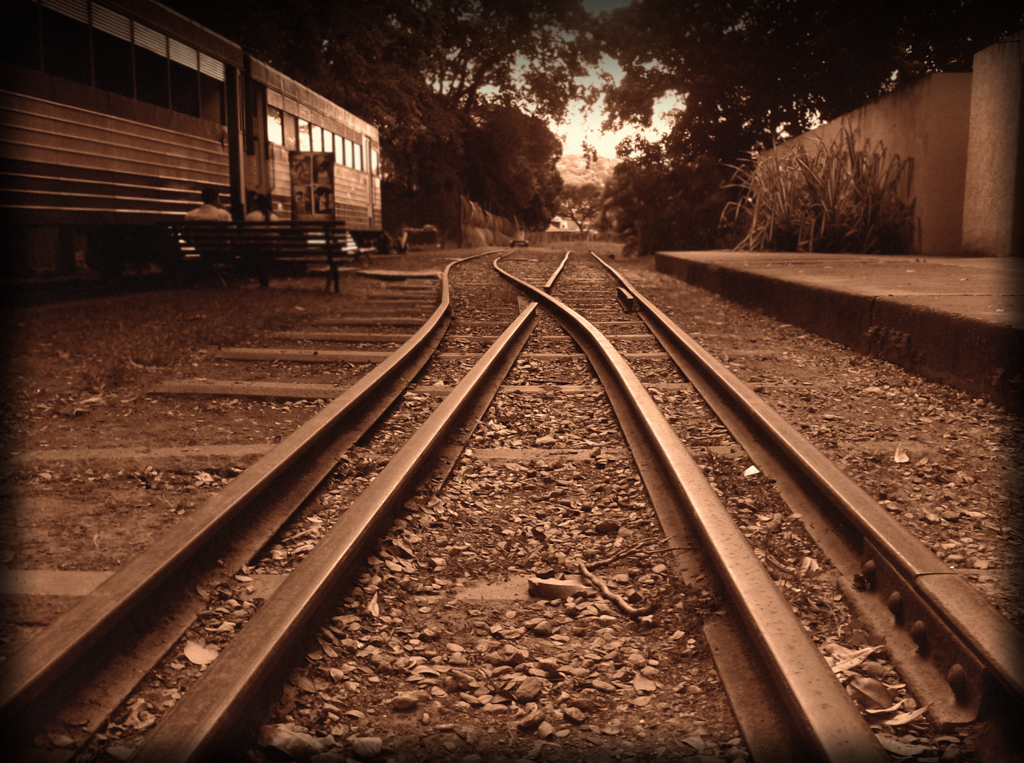
Estación en La Victoria, Aragua